# Doctor Destiny
Doctor Destiny (Doctor Destino en Hispanoamérica) es un personaje ficticio, un supervillano que apareció en los cómics publicados por DC Comics. Doctor Destiny debutó por primera vez en Liga de la justicia de América Vol. 1 #5 (junio de 1961) siendo creado por Gardner Fox y Mike Sekowsky. El personaje está basado en John Dee, ocultista y consultor personal de la reina Isabel I de Inglaterra y autor del célebre grimorio La mónada jeroglífica.
Jeremy Davies interpretó al personaje en su debut televisivo de acción real en el crossover Arrowverso 2018 de The CW "Elseworlds".

## Historia de la publicación
El Doctor destino apareció por primera vez en la Liga de la Justicia de América Vol. 1 #5 (junio de 1961), fue creado por Gardner Fox y Mike Sekowsky.

## Biografía del personaje
John Dee antes de ser el Doctor Destino era una vez un científico criminal insignificante quién utilizó su genio para crear dispositivos para el delito. Se encontró por primera vez con la Liga de la justicia de América poco después de haber inventado un dispositivo antigravedad y drenador de la voluntad lo que le permitió capturar a Linterna Verde atrayéndolo a su base para luego infiltrarse en la JLA. Antes de que Doctor Destino llegara a cumplir sus fines criminales, la liga lo descubre cuando Flecha Verde
sospechó, ya que había oído que un miembro había sido capturado y estaba filtrando información.

### 4.º Paralelo
Durante la 4.º trama paralela en JLA Clasificado, el control de Doctor Destino sobre el Materioptikon es usurpado por Darrin Profitt el Rey Rojo.

### Sociedad de la justicia de América
En las vistas previas de los próximos números de la Sociedad de la Justicia de América (vol. 3), Starman mencionó "Es el doctor, el primero sin cara!", Que aluden a las futuras apariciones de doctor destino (es decir, con el rostro esquelético). Finalmente apareció en Justice Society of América Vol. 3 #4, de nuevo en su viejo traje, capturado por la Legión de Super-Héroes y encadenado en su celda en el Asilo Arkham. Él usa las pesadillas de Dream Girl para hacer frente a los guardias del asilo. Cuando Batman, Sandman, Starman y la Geo-Force llegan al asilo, Starman ataca a destino, pero se detiene cuando destino utiliza los poderes en Deam Girl para crear una sueño zombi de Kenz Nuhor. Starman suplica a destino para que la deje ir, y el la despierta de su trance mediante el uso de la palabra "despertar". Cuando se despierta, le dice a ella que Destino previó su muerte, morir en su sueño por el dueño de la Dreamstone antes de que ella lo golpea.

### Superman/Batman
En la historia de Superman/Batman
'"Mash-Up", Doctor Destino creó un mundo de sueño que consta de combinaciones de personas del mundo real, esperando reemplazar el mundo con su reino fabricado. Supermán y Batman, quién de alguna manera habían logrado escapar de ser fusionados por Destino, por la liberación de una forma combinada de Raven y Zatanna. La reacción de la ilusión rota puso destino en un estado comatoso, murmurando el nombre de "Bruce Kent" - la única combina siendo él era incapaz de crear. Es de destacar, sin embargo, aparece de nuevo capaz de deformación masiva realidad sin control directo del Materioptikon en el mundo de la vigilia, o al menos lo suficiente poder mágico para impulsar la creación de un nuevo mundo usando solo los sueños como su base.

### Los Nuevos 52
En "Los Nuevos 52" (el reinicio del universo de DC Cómics), Doctor Destino aparece por primera vez en el final de Liga de la justicia oscura #19. ARGUS esta en posesión de un Sueño de piedra, el cual John Constantine Reconoce. En N #20, es revelado que Madame Xanadu es la madre de Dr. Destino.
Durante el "Para siempre Mal", Doctor Destino es uno de los villanos reclutados por el Sindicato del crimen de América para unir la Sociedad Secreta de Super Villanos.
Mientras siguiendo varias amenazas de su línea de tiempo original, el desplazados pre flashpoint, Supermán unió fuerzas con Dick Grayson para seguir el Nuevo 52 Destino, finalmente atrapando el enemigo usa un potente sueño.

## Poderes y habilidades
Jonh Dee tiene la capacidad de manipular cualquier sueño. Básicamente, Doctor Destino puede utilizar versiones retorcidas de sueños para cometer delitos. Puede, por ejemplo, hacer que las personas se conviertan en asesinos explorando sus sueños más profundos y secretos, ya que en los sueños, todos somos débiles. También pueda explorar el sueño de una persona en particular para crear una especie de mundo de sueño, donde todo pasa basado en una versión tergiversada, y enviar a las personas allí. Es posible que en ese momento él solo lleve a la mente y el cuerpo de la gente a la dimensión de los sueños, pero no hay nada en el texto sugiere esto. Doctor Destino también tiene un amplio conocimiento médico.

## Otras versiones

### Batman: Arkham Asilo
- En la novela gráfica de Batman Arkham Asylum: A Serious House on Serious Earth, escrita por Grant Morrison en 1989, el Dr. Destiny es referido por el Joker y hace una breve aparición en la novela. En el guion anotado para Arkham Asylum, Morrison explica que el no era un fan de la representación popular de Destino como un hombre alto, musculoso con un cráneo de cabeza. Más bien, él cree que el cuerpo de Destino sería "horriblemente Marchito" después de haber sido despojado de la capacidad de soñar.[8] Por ello Dave McKean (el artista) lo retrata como el atrófico y débil, limitado a una silla de ruedas, pero todavía ejerciendo una cantidad latente de poder cuál no podría ser ignorado (aunque esté mencionado que no necesitando contacto visual con una víctima para inmovilizarlo). Sin embargo es derrotado fácilmente por Batman, que golpea la silla de rueda del villano antes de que tenga posibilidad de mostrar sus poderes.[9]

### The Sandman
- En el primer arco de The Sandman  Preludios y nocturnos, escrita por Neil Gaiman entre los números 5 (pasajeros) y 7 (ruido y furia) se presenta a John Dee como el principal antagonista de Sueño, robando su rubí. Aparece representado en un cuerpo demacrado y con una personalidad que es una mezcla entre inocencia y caos, alguien que al no poder ser reconocido o amado decide quemar el mundo y vivir cobijado entre sus ruinas. Finalmente Morfeo vence, al destruir Dee el aparato en un intento de destruir al príncipe de las historias, liberando su poder, el Eterno, compadecido del daño provocado por su poder al mortal, decide no hacerle daño alguno y permitirle dormir una noche (sin soñar).

## En otros medios

### Televisión
- Dr. Destino se consideró brevemente para ser presentado en Las nuevas aventuras de Batman. William Atherton, quién más tarde fue la voz en la Liga de la Justicia, fue considerado para la papel.[10]
- Atherton, más tarde, sería la voz del Doctor Destino en el episodio de la Liga de la Justicia "Solo un Sueño". John Dee era un empleado y ladrón de bajo nivel en LexCorp que se encontraba recluido en la prisión de Stryker que guardaba un suministro de armas de contrabando. Se ofreció para ser le conejillo de indias para los experimentos de un doctor con el Materioptikon, una máquina que dio a personas habilidades de percepción extrasensorial. Entre sesiones, sueña que derrotaba a la Liga de la Justicia y se unía a la Banda de la Injusticia cuándo Lex Luthor y el Joker llegan a reclutarlo. Cuándo le dicen que su solicitud de libertad condicional fue negada, John se entristece. Su esposa Penny lo dejó después por otro hombre, lo que agravó la situación. John encontró una oportunidad de utilizar el Materioptikon durante un disturbio en prisión, exponiendo él a una explosión intensificada de la máquina. La experiencia le dio más telepatía. Con esto, se pone en camino para hacer estragos en las personas a través de sus sueños. Dee en su primer acto de utilizaba sus habilidades en su ex Penny por haberlo dejado. Como resultado de su tortura telepática, Penny muere de shock traumático. Más tarde Dr. Destino atrapa a Superman, Chica Halcón, Linterna Verde y a Flash en sus sueños, jugando con sus mayores temores: Chica Halcón (quién era claustrofóbica, como se revela en una batalla anterior con Luminus) estaba atrapada en un ataúd y enterrada viva, Flash estaba atrapado dentro de un mundo donde se movía tan rápido que todo a su alrededor era prácticamente inmóvil, los poderes del Supermán aumentaron más allá de su control por lo que accidentalmente causó destrucción masiva, asesinando a las personas que amaba, y Linterna Verde (quién temía por su afiliación con el Cuerpo de linternas verdes había cortado su vida en la Tierra) se encontró atrapado en un mundo en qué ahora estaba verdaderamente alejado de sus amigos y familia. J'onn J'onzz entró telepáticamente a los sueños de su equipo para hacerles ver que lo que estaban viendo no era real, mientras Batman finalmente rastreo a Destino (manteniendo su mente libre de la influencia de Destino tarareando Frère Jacques). En un Intenta de inyectar a Batman con una jeringuilla llenada con un sedante potente, Dee accidentalmente se inyecta el. Destino es visto por última vez en Stryker en un estado catatónico mientras tarareaba Frere Jacques.
- Destino aparece en la Liga de la Justicia Ilimitada en el episodio "Soy de la Legión", aparentemente habiéndose recuperado de su condición así como obtención de la habilidad de crear pesadillas incluso si se está despierto. Aparece como miembro de Gorila Grodd en la Sociedad Secreta de Super Villanos. Se ve muy brevemente con el equipo de supervillanos de Luthor en el episodio "Vivo!" Dónde es asesinado por Darkseid.
- En la temporada 3 de Smallville episodio "Slumber", Clark se conectó con una chica llamada Sara Conroy en sus sueños mientras estaba en un coma, ayudándole a afrontar un monstruo llamó "El Viajero" que sirvió como una manifestación del miedo. Esta manifestación era muy similar a Destino excepto su capa roja rasgada y su cara nunca fue vista.
- Aparece como el antagonista principal en el crossover del Arrowverse, Elseworlds, interpretado principalmente por Jeremy Davies. En esta versión es un psiquiatra de Gotham City, llamado John Deegan, cuyas opiniones sobre el tratamiento de los pacientes, que incluyen aumentar a las personas para alcanzar su máximo potencial, se consideran extremas, por lo cual sus compañeros lo consideran loco. El Monitor que viaja por el multiverso se acerca a Deegan, lo felicita por su "visión" y le entrega el Libro del Destino, otorgándole el poder de reescribir la realidad. Deegan intenta recrear el universo en su imagen ideal, pero termina cambiando las vidas de Barry Allen y Oliver Queen cuando tenía la intención de convertirse en un superhéroe. Siguiendo una vibra de Cisco Ramon, Barry y Oliver descubren que Deegan vive en Gotham. Deegan se enfrenta a Barry, Oliver y Supergirl en Arkham Asylum. Después de liberar a los reclusos de Arkham para cubrir su fuga, Deegan pierde temporalmente el Libro del Destino. El Monitor reclama el Libro del Destino de ARGUS y se lo devuelve a Deegan, diciéndole que "piense en grande" con su reescritura de la realidad. Esto lo lleva a escribir una realidad donde es un equivalente de Supermán en la Tierra-1 vestido de negro (interpretado por Tyler Hoechlin), Oliver y Barry son ladrones de banco, y Supergirl esta encarcelada en STAR Labs. Todo esto lo hace porque siempre quiso ser un superhéroe, pero nunca pudo lograrlo por su cuenta; sus oponentes notan que Deegan nunca puede ser el superhéroe que cree ser debido a su egoísmo. Al final se necesitan las fuerzas combinadas de Supergirl, Flash, Green Arrow y el verdadero Supermán para finalmente separarlo del Libro del Destino. Esto da como resultado su horrible desfiguración que coincide con su personaje corrupto (y por lo tanto se parece a su homólogo del cómic). Más tarde, se ve a Deegan encarcelado en Arkham por sus crímenes con Psycho-Pirate como su compañero de celda de al lado cuando Batwoman le cuenta a Oliver de esto.

### Películas
- Destino aparece como el antagonista principal de película animada de la Liga de la Justicia Oscura, con la voz de Alfred Molina.[11] Esta versión es un malvado brujo y ex rival de Merlín y Etrigan el Demonio. Había sido un hombre de ciencia en los tiempos del rey Arturo antes de volverse loco al manejar el poder de un artefacto personal, el Dreamstone. Con él, trajo a muchas ciudades a sus rodillas haciéndoles vivir sus peores pesadillas, pero un grupo de caballeros dirigidos por Jason Blood intentó derrotarlo. Todos ellos fueron heridos mortalmente, forzando a Merlín a unir a usar el poder de Etrigan, el cual forzó el alma de Destino al Dreamstone. En el clímax de la película, se revela que el viejo amigo de John Constantine, Ritchie Simpson hizo un trato con Destino para que le diera inmortalidad y así poder curarse de su enfermedad. Pero Destino no cumple y causa estragos en una ciudad cercana. Mientras que destino fue capaz de derrotar a la Cosa del Pantano y a Etrigan, él es derrotado finalmente por Constantine y Deadman, y el Dreamstone acaba destruido junto con Destino.

### Varios
- Destino ha aparecido en la Liga de Justicia Unlimited cómic Spin-off. Sus aspectos son en el número #25, donde Klarión lo convoca junto con Blockbuster, Dala, Hugo Strange Hombres Monstre's, Hombre Murciélago, los hombres lobos de Profesor Milo, y Solomon Grundy para ayudar a luchar contra Batman y Zatanna.